# Classic Moments
| Recensione | Giudizio |
| ---------- | -------- |
| AllMusic   | [ 1 ]    |
| People     | [ 2 ]    |
| PopMatters | [ 3 ]    |
| USA Today  | [ 4 ]    |

Classic Moments è un album registrato e pubblicato nel 2005 da Patti LaBelle. Questo è il suo secondo disco con l'etichetta Def Soul Classics.

## Il disco
L'album include le interpretazioni di LaBelle di brani pop, soul e R&B moderni, per lo più ballate, tra cui le sue versioni di Love Don't Live Here Anymore, She's Out of My Life (rinominata 'He's Out of My Life'), 'Didn't I (Blow Your Mind This Time)' e I'll Stand by You.' Pubblicato un anno dopo il suo precedente album, 'Timeless Journey,' raggiunse il numero 24 nella classifica degli album pop e il numero cinque nella classifica degli album R&B. La sua versione di Ain't No Way di Aretha e Carolyn Franklin, cantata con Mary J. Blige, entrò nelle classifiche R&B raggiungendo il numero sessantotto. Alla fine dell'anno, l'album fu certificato oro con vendite che superarono le 500.000 unità.

## Tracce
1. "Ain't No Way" (Aretha Franklin, Carolyn Franklin) - (4:29)
2. "He's Out of My Life" (Tom Bahler) - (3:46)
3. "Didn't I (Blow Your Mind This Time)" (Thom Bell, William Hart) - (4:32)
4. "Love Don't Live Here Anymore" (Miles Gregory) - (3:56)
5. "I Keep Forgetting" (Jerry Leiber, Mike Stoller, Michael McDonald) - (3:16)
6. "Love Ballad" (Skip Scarborough) - (4:00)
7. "I Can't Make You Love Me" (Allen Shamblin, Mike Reid) - (6:02)
8. "Your Song" (Elton John, Bernie Taupin) (5:23)
9. "I'll Write a Song for You" (Al McKay, Philip Bailey, Steve Beckmeier) - (5:23)
10. "Silly" (Clarence McDonald, Deniece Williams, Fritz Baskett) - (5:12)
11. "I'll Stand by You" (Chrissie Hynde, Tom Kelly, Billy Steinberg) - (4:24)
12. "You Gonna Make Me Love Somebody Else" (Kenneth Gamble, Leon Huff) - (4:57)
13. "Land of the Living" (Kristine Weitz, Rob Dougan, Roland Armstrong) - (5:17)